# БК-93 Пульсар
БК-93 Пульсар — украинский баскетбольный клуб из города Ровно.

## История
Был основан в 1993 году с целью популяризации баскетбола в Ровненской области.
Инициаторами создания баскетбольного клуба «БК-93» были местные баскетболисты: Виктор Прищепа, Андрей Матусевич, Владимир Нечипорчук, которые вместе с тренером Сергеем Шемосюком заложили фундамент будущего баскетбольного клуба. Одним из направлений работы клуба было создание команды, которая могла бы участвовать в национальном первенстве.
В регионе постоянно проводятся соревнования среди детских баскетбольных групп, студенческих коллективов, чемпионаты города и области. Команды клуба постоянно выезжают на товарищеские баскетбольные турниры в Польшу, Белоруссию, Молдавию, Россию, где занимают призовые места.
Наибольшим достижением клуба является взрослая команда «Пульсар». Начиная с 1993 года, этот коллектив прошёл путь от Первой лиги до Суперлиги украинского баскетбола.